# In the Court of the Dragon
In the Court of the Dragon es el décimo álbum de estudio de la banda estadounidense de heavy metal Trivium. Fue lanzado el 8 de octubre de 2021 a través de Roadrunner Records y fue producido por Josh Wilbur.

## Antecedentes y promoción
En junio de 2020, el guitarrista Corey Beaulieu reveló que la banda ya está trabajando en la continuación de What the Dead Men Say mientras estaban en cuarentena por la pandemia de COVID-19, y dijo que el material en el que habían estado trabajando suena "realmente enojado".
El 7 de julio de 2021, la banda adelantó que planeaban lanzar nueva música el viernes 9 de julio, con un avance de video de 2 minutos que insinuaba música potencialmente nueva. Ese día, la banda lanzó oficialmente el nuevo sencillo y la canción principal "In the Court of the Dragon" junto con su vídeo musical. El 10 de agosto, la banda comenzó a publicar más imágenes y videos crípticos relacionados con otro nuevo sencillo en sus páginas de redes sociales. El segundo sencillo, "Feast of Fire", fue lanzado el 12 de agosto junto con su vídeo musical correspondiente. Al mismo tiempo, la banda anunció el álbum en sí, la portada, la lista de canciones y la fecha de lanzamiento.
El 19 de agosto se anunció una colaboración entre Trivium y Bethesda Game Studios que incluirá un vídeo musical con el tema de The Elder Scrolls Online. El 1 de octubre, una semana antes del lanzamiento del álbum, la banda presentó el tercer sencillo "The Phalanx" junto con un vídeo musical que lo acompaña. El sencillo es la última pista del álbum y una regrabación de una canción eliminada de las sesiones de Shogun (2008). El 17 de noviembre de 2022 se lanzó un vídeo musical de "The Shadow of the Abattoir".

## Lista de canciones
Todas las canciones escritas y compuestas por Trivium, excepto "X" por Ihsahn. 
| N.º | Título                       | Duración |  |
| 1.  | «X» (instrumental)           | 1:27     |  |
| 2.  | «In the Court of the Dragon» | 5:09     |  |
| 3.  | «Like a Sword Over Damocles» | 5:30     |  |
| 4.  | «Feast of Fire»              | 4:18     |  |
| 5.  | «A Crisis of Revelation»     | 5:35     |  |
| 6.  | «The Shadow of the Abattoir» | 7:11     |  |
| 7.  | «No Way Back Just Through»   | 3:53     |  |
| 8.  | «Fall Into Your Hands»       | 7:45     |  |
| 9.  | «From Dawn to Decadence»     | 4:08     |  |
| 10. | «The Phalanx»                | 7:15     |  |

| Bonus track (Edición japonesa) |                                              |          |  |
| N.º                            | Título                                       | Duración |  |
| 11.                            | «Beyond Oblivion» (en vivo)                  | 5:21     |  |
| 12.                            | «Amongst the Shadows & the Stones» (en vivo) | 5:39     |  |

## Personal
Trivium
- Matt Heafy – Guitarra y Voces
- Corey Beaulieu –  Guitarra
- Paolo Gregoletto –  Bajo
- Alex Bent –  Batería